# Warszawa Śródmieście
Warszawa Śródmieście (magyarul: Varsó Belváros) lengyelországi vasútállomás, Varsó központjában. A vasúti sínek a föld alatt találhatóak. Az állomás a helyi vonatokat szolgálja ki, a távolsági vonatok a közeli Warszawa Centralna állomást használják.

## Vasútvonalak
Az állomást az alábbi vasútvonalak érintik:
- Varsó–Varsó Rembertów-vasútvonal

## Forgalom
| Üzemeltető | Vonat | Útvonal |
| ---------- | ----- | --- |
| SKM        | S1    | Otwock – Warszawa Śródmieście – Warszawa Zachodnia – Pruszków                                                             |
| SKM        | S2    | Sulejówek Miłosna – Warszawa Śródmieście – Warszawa Zachodnia – Warszawa Lotnisko Chopina                                 |
| SKM        | S3    | Legionowo Piaski – Legionowo – Warszawa Wschodnia – Warszawa Śródmieście – Warszawa Zachodnia – Warszawa Lotnisko Chopina |
| KM         | R1    | Warszawa Wschodnia – Warszawa Śródmieście – Grodzisk Mazowiecki                                                           |
| KM         | R2    | Warszawa Zachodnia – Warszawa Śródmieście – Siedlce                                                                       |
| KM         | R3    | Sochaczew – Warszawa Śródmieście – Warszawa Wschodnia                                                                     |
| KM         | R7    | Warszawa Zachodnia – Warszawa Śródmieście – Dęblin                                                                        |
| KM         | R8    | Góra Kalwaria – Warszawa Śródmieście – Pilawa                                                                             |